# Palagonia
Palagonia est une commune italienne de la province de Catane dans la région Sicile en Italie.

## Histoire
Le nom de Palagonia semble venir de Palika Nea, c'est-à-dire la nouvelle Palikè, et faire référence au nom de la cité sicule de Palikè fondée en 453 av. J.-C. au lieu-dit Rocchicella. Rocchicella est aujourd'hui sur la commune de Mineo, mais à moins de deux kilomètres du bourg de Palagonia ; on peut y voir des vestiges de l'antique Palikè et du sanctuaire des dieux jumeaux Paliques.

## Administration
| Période                                  | Période  | Identité         | Étiquette | Qualité |
| ---------------------------------------- | -------- | ---------------- | --------- | ------- |
| 2017                                     | en cours | Salvatore Astuti | -         | -       |
| Les données manquantes sont à compléter. |          |                  |           |         |

### Communes limitrophes
Lentini, Militello in Val di Catania, Mineo, Ramacca